# Igaratinga
Igaratinga é um município brasileiro do interior do estado de Minas Gerais, a cidade faz parte da Mesorregião do Centro-Oeste de Minas. Com uma população de 10 830 habitantes e uma área de 218,343 km². A distância da capital do estado, Belo Horizonte, é de 94 km.
A cidade se destaca pela produção de tijolos e cerâmica atribuída como a Capital Mineira do Tijolo.

## Topônimo
"Igaratinga" é um nome de origem tupi. Significa "canoa branca", através da junção de igara ("canoa") e tinga ("branco").

## História
A cidade de Igaratinga encontra-se localizada dentro da área da propriedade dos Mateus, fazenda esta que foi abandonada pelos proprietários, segundo moradores antigos.
O advogado, Dr. Aristides Milton, de Pará de Minas, ao saber desta propriedade procurou pelos herdeiros da fazenda que residiam em vários locais do estado, e decidiram fazer a divisão da fazenda, sendo remunerado com a metade destas terras, onde estava localizado o Arraial de Santo Antônio da Pedra, primeiro nome de Igaratinga. Por decisão dos herdeiros, foi doada uma área de 20 alqueires para a Capela de Santo Antônio da Pedra, marcando os limites da atual cidade.
As primeiras famílias que chegaram ao local foram: a Ferreira Guimarães, a Mendes e a Ferreira da silva, que eram descendentes de italianos.
O arraial de Santo Antônio da Pedra foi elevado a Distrito pela Lei Provincial nº 882 em 08.06.1858, com o nome de Santo Antônio de São João Acima e passou a Freguesia por força da Lei 3.141 de 18.10.1883, pertencendo agora ao município de Pará de Minas. Em 1911, o distrito teve alterada a sua denominação, passando a chamar-se Santo Antônio do Rio São João Acima. Em 1923, pela Lei 843 de 7 de setembro, a longa denominação foi substituída por Igaratinga, que em tupi-guarani, significa “Igara” – pequena embarcação e “Tinga” – branca, alva; portanto CANOA BRANCA. Foi com esta denominação que o distrito tornou-se município através da Lei 2.764 de 28.12.1962, desmembrando-se de Pará de Minas e instalando-se município em 01.03.1963.
Nesta época os meios de comunicação eram precários, feitos por trilhos de cavaleiros, tropas de burros e estradas de carros-de-bois, até meados do ano de 1920.
A primeira estrada construída por empreitadas dadas pelo então Governador do Estado, Dr. Benedito Valadares, foi de Belo Horizonte ao Triângulo Mineiro, passando por Pará de Minas, Igaratinga e São Gonçalo do Pará, por volta de 1933. No trecho de Igaratinga à São Gonçalo do Pará, o Sr. João Guimarães, farmacêutico local, ajudou na construção. Este trecho facilitou o acesso a Divinópolis.
Nesta época começou a transitar por aqui o 1º ônibus vindo de Pará de Minas passando por São Gonçalo do Pará e seguindo destino ao Triângulo Mineiro. Também foi instalado o primeiro telefone público, no sobrado do “Nem”, uma das primeiras casas do município.
Na década de 40 foi construída pela Cia Industrial Paraense, no Rio São João, uma Usina Hidrelétrica, denominada “Usina dos Britos”. Por volta de 1950, essa usina passou a fornecer energia para o Distrito de Santo Antônio do Rio São João Acima, com horário restrito de fornecimento.Tal usina foi comprada pela Cia de Tecidos Santanense, de Itaúna.
Entre 1965 e 1967, a CEMIG se responsabilizou pelo fornecimento de energia elétrica ao já denominado município de Igaratinga. O serviço da CEMIG foi implantado em 25.03.1969.

## História religiosa
Por provisão datada de 6 de abril de 1754, foi erigida na paragem de São João Acima, filial de Pitangui, uma Capela em honra a Santo Antônio. Este foi o embrião da futura Paróquia de Igaratinga.
Naquela época, a elevação à categoria de Freguesia implicava na criação automática da Paróquia. Mas, para que isto se tornasse realidade era necessário que a comunidade fosse capaz de oferecer um templo com todo o material necessário ao Culto e uma Casa Paroquial em ordem. Seria Paróquia Centenária, a hoje jubilar paróquia, se o povo houvesse conseguido o intento. Mas, ao que tudo indica não conseguiram. Assim, por faltar esses pressupostos, a Lei perdeu sua validade e a paróquia não foi criada, a exemplo do que aconteceu com a paróquia de Carmo da Mata. Ao contrário, São Joaquim de Bicas, em Igarapé, criada pela mesma Lei, teve a Paróquia confirmada, o que indica ter o povo conseguido cumprir os pressupostos da Lei.
Vários sacerdotes atenderam ao lugar como Capelães. O primeiro de que se tem notícia foi o Pe. José Joaquim Ferreira Guimarães (l869 a 1883). Vieram em seguida: Pe. João Batista de Laurentis (1883 a 1905); Pe. Silvestre Pereira (1905 a 1906); Monsenhor Fernando Barbosa e Pe. José Pereira Coelho (janeiro a agosto de 1906).; Pe. Evaristo Firminiano Ribeiro (de agosto de 1906 a 1934) e Pe. José Queiroz (de 1934 a 1935).
A este tempo, D. Cabral, Arcebispo de Belo Horizonte, resolveu transformar a Capela filial de Igaratinga em Paróquia. E pelo Decreto 25 de 01.01.1936, foi criada a Paróquia de Santo Antônio da Pedra de Igaratinga.
O então Capelão, Pe. Augusto Cerdeira foi provido 1º Pároco do lugar. Padre Cerdeira ficou até 1937, quando foi substituído pelo Pe. Paulo Maria dos Santos até 1943.
Seguiram-se os seguintes párocos: Pe. Jésus do Vale Mendonça (1943 a 1944); Pe. Grevi Guimarães de Almeida (de 1944 a 1945); Pe. Waldemar Antônio de Pádua Teixeira (de 1945 a 1946); Pe. José Viegas da Fonseca (1946 até junho deste ano); Pe. Geraldo França (junho de 1946 até 1950); Pe. Francisco de Carvalho Moreira (1950 a 1953); Pe. Israel Miranda Diniz (1953 a 1955); novamente o Pe. Jésus, tendo como cooperador o Pe. Grevi (1955 a 1956.
De 1956 a 1966, a Paróquia foi entregue aos cuidados dos Frades Franciscanos. E os Frades que aqui paroquiaram foram: Frei Agostinho Grings, ofm(1956 a 1957); Frei Hugo de Potesda, ofm e Bruno Goettens, ofm (1957 a 1960); Frei Elizeu Tijdink, ofm (1960 a 1962); Frei Fernando Stockman, ofm (1962 a 1964); Frei Heleno Smits, ofm (de 1964 a 1965) e Frei Erasmo Veem, ofm (1965 a 1966).
Após esse período, a paróquia voltou novamente aos padres diocesanos. Então paroquiaram: Pe. Agostinho Ferreira Gomes (1966 a 1968); Pe. Antônio Pontelho (1968 a 1970) e Pe. Raul Silva (1970 a 1975). De 1975 até 03.10.89 a paróquia esteve aos cuidados do franciscano Frei Leonardo Lucas Pereira, ofm que desenvolveu um trabalho de base, procurando formar grupos de trabalho, para assim fazer crescer a fé do povo.
De 04.10.1989 até 09.09.1999 Pe. José Alaor Borges. De 12.09.1999 até 29.01.2006, Pe. Valmir Ferreira D’Eça.De 04.02.2006 até 22.01.2011, Pe. Antônio Paulo da Silveira. De 23.01.2011 a 30.08.2015 Padre Adilson Neres Vieira. E desde o dia 02.09.2015 a paróquia está aos cuidados de Pe. João Batista Gomes. Motivo de alegria para a Paróquia, são os filhos sacerdotes: Dom Paulo Lopes de Faria (in memoriam) Arcebispo Emérito de Diamantina, Monsenhor Evaristo José Vicente (in memoriam), Padre Sírio Henriques Teixeira (in memoriam), Padre Júlio César Caetano Filho, Padre frei Jaime Eduardo Ribeiro.

## Bandeira do município
A bandeira do município de Igaratinga foi criada pela Lei Municipal nº 105 de 30.12.1975, na administração do Prefeito Galba José Lino. Desde o início da Emancipação Político-Administrativa, Igaratinga sentiu o desejo de vê-la representada com dignidade numa Bandeira que, ao lado do Pavilhão Nacional e da Bandeira de Minas, retratasse o pequeno município, mas que também é uma célula “Viva”, dentro do espaço Nacional. E foi por essa razão, que o Prefeito da época, Galba José Lino, solicitou a execução e criação de uma bandeira, idealizada por Maria Eliza de Oliveira Santos, auxiliada pelos recursos tecnológicos e funcionários da época, escolhendo as cores e símbolos que comporiam a Bandeira da Municipalidade.
Seu significado: a cor azul vem simbolizar que o céu aqui é mais azul, sem fumaças que poluem e acinzentam os ares, modificando a cor do espaço celeste. Por ser Igaratinga uma comunidade religiosa a cruz veio simbolizar a fé.
Os raios de luz são as bênçãos de Deus a esse povo que O ama.
O vaso é uma demonstração da argila, matéria-prima abundante em nosso município.
As nuvens existentes mostram o aspecto do céu no dia da criação da Bandeira.
A Serra da Contenda, ponto turístico de Igaratinga (existe nesta serra uma água poderosa que durante anos, abasteceu a população do município).
As plantações de milho, arroz, a cabeça do bovino e a cerâmica representam os fatores econômicos do município.
O branco simboliza a paz.
A faixa mostra a data da Emancipação Político-Administrativa: 30.12.1962.

## Acesso ao município
O município é servido pelas rodovias MG 050 – confrontando Igaratinga e Carmo do Cajuru, na altura de Pedra Negra de Cima; MG 430 – ligando a BR 262, de Antunes a MG 050 no trevo Carrão, em Carmo do Cajuru, com 6,5 km de asfalto e 18 km sem asfalto, BR 262 – confrontando Igaratinga com Pará de Minas e Conceição do Pará.
São várias as estradas secundárias municipais que ligam à sede. Todas elas são estradas sem asfalto, porém em bom estado de conservação. O distrito de Antunes tem acesso asfáltico pela MG 430 e o povoado de Limas pelas MG 430 e BR 262.

## Cidades  confrontantes
Pará de Minas, Itaúna, Carmo do Cajuru,São Gonçalo do Pará e Conceição do Pará.

## Demografia
População: Homens: 5.527 
Mulheres: 5.303 
Eleitores: 6. 809

## Educação
O município de Igaratinga conta com quatro escolas municipais de 1º Grau incompleto, localizadas na zona rural (de 1ª à 4ª séries), sendo:
1. Escola Municipal José Ferreira de Faria – em Limas;
2. Escola Municipal Joaquim da Costa Ribeiro – em Várzea da Cachoeira;
3. Escola Municipal José Sinfrônio de Almeida – em Pedra Negra de Baixo;
4. Escola Municipal José Olegário Abranches – em Pedra Negra de Cima.
E duas escolas municipais de 1º grau incompleto na zona urbana (de 1ª à 4ª séries), sendo:
1. Escola Municipal Dona Maria Pinto de Mendonça – em Igaratinga;
2. Escola Municipal Padre Adriano Tourinho – em Antunes.
A cidade de Igaratinga conta também com duas escolas estaduais de 1º e 2º graus (de 5ª à 8ª séries e do 1º ao 3º do ensino médio), sendo:
1. Escola Estadual José Ataíde de Almeida – em Igaratinga;
2. Escola Estadual Dona Amanda de Pinheiro Senna – em Antunes.
Conta também com uma Creche Municipal, Dona Ana Lucinda de Almeida, que atende crianças do 3º períodos de 1ª à 4ª séries.

## Filho ilustre
Dom Paulo Lopes de Faria - Arcebispo Emérito de Diamantina.